# Aurora (Missouri)
Pour les articles homonymes, voir Aurora.
La ville d'Aurora est située dans le comté de Lawrence, dans l'État du Missouri, aux États-Unis.